# Симоново (Бурашевское сельское поселение)
Си́моново — деревня в Калининском районе Тверской области. Относится к Бурашевскому сельскому поселению. До 2006 года входила в состав Андрейковского сельского округа.
Расположена в 2 км южнее Твери, рядом (через ручей Лужа) — деревня Белавино. За Тверской объездной дорогой — деревня Андрейково.
В 1997 году — 19 хозяйств, 33 жителя. В 2002 году — 35 жителей.